# Carlo Malinconico
Carlo Malinconico (Roma, 31 maggio 1950) è un dirigente pubblico italiano, sottosegretario di Stato alla Presidenza del Consiglio dei ministri con delega all'editoria dal 29 novembre 2011 al 10 gennaio 2012 nel governo Monti.

## Biografia
Dopo la maturità classica ha studiato all'Università degli Studi di Milano, laureandosi in Giurisprudenza nel 1972. Nel 1976 superato l'esame di abilitazione a procuratore legale, vince i concorsi pubblici in magistratura e per Procuratore dello Stato, ed è assegnato all'Avvocatura dello Stato di Milano, dove presta servizio sino al 1985. Ha lavorato negli anni di piombo, rappresentando lo Stato anche come parte civile in processi difficili, come quello per l'assassinio del giornalista Walter Tobagi. Nel 1979, vince i concorsi pubblici ad avvocato dello Stato, giudice del TAR e giurista della Comunità europea. Nel 1984 diventa consigliere di Stato, ricoprendo tale carica dal 1985 al 2002 e ricoprendo vari incarichi pubblici, in qualità di capo dell'ufficio legislativo del ministero delle partecipazioni statali (1990-1992) e del ministero del Tesoro (1995-1996), Consigliere giuridico dell'Autorità Garante della Concorrenza e del Mercato (1992-1997), capo del dipartimento degli affari giuridici e legislativi della presidenza del Consiglio (1996-2001), direttore generale dell'Autorità per l'energia elettrica e il gas (2001-2002) 
Nel 2002, dopo aver lasciato il Consiglio di Stato, entra come professore ordinario di Diritto dell'Unione europea alla Scuola Superiore dell'Economia e delle Finanze del Ministero dell'Economia. Nello stesso anno, in applicazione di una legge che consentiva ai docenti della stessa scuola di transitare verso i ruoli dell'Università,  Malinconico si trasferisce alla Facoltà di Giurisprudenza dell'Università di Udine, dove insegna sino al 2005, quando viene chiamato ad insegnare alla Facoltà di Giurisprudenza, dall'Università degli Studi di Roma Tor Vergata, dove permane sino al 2011.
Dal 2006 al 2008 è stato segretario generale della Presidenza del Consiglio dei ministri durante il Governo Prodi II. In tale veste rispose negativamente alla richiesta danni da parte dei discendenti di Casa Savoia allo Stato italiano di un risarcimento complessivo pari a 260 milioni di euro. Avanzò invece la possibilità di chiedere a sua volta i danni ai Savoia per la loro responsabilità nei confronti della storia nazionale.
Inoltre è stato presidente della Federazione degli editori, presidente dell'Audipress, consigliere di amministrazione dell'Agenzia di stampa Ansa, di Autostrade per l'Italia e Atlantia, la holding che controlla Autostrade per l'Italia. Inoltre, ha ricoperto, per un periodo di sei mesi, l'incarico di Commissario straordinario della Fondazione Valore Italia, ente che si occupa della promozione del made in Italy.
Il 28 novembre 2011 il consiglio dei ministri del governo Monti, insediatosi da pochi giorni, nominò Malinconico sottosegretario di Stato alla Presidenza del Consiglio dei ministri con delega all'editoria . Si dimise dall'incarico il 10 gennaio 2012, dopo la pubblicazione sulla stampa della notizia di alcuni soggiorni in hotel a Porto Ercole di cui Malinconico avrebbe beneficiato gratuitamente nel 2007-2008, pagati dall'imprenditore Francesco De Vito Piscicelli 
Le dichiarazioni dell'imprenditore, secondo cui il pagamento dei soggiorni era finalizzato ad ottenere dei favori dall'allora sottosegretario alla presidenza del Consiglio dei ministri, furono negate da Malinconico e, prive di riscontri, non furono oggetto di indagine da parte alla magistratura.
Il 4 marzo 2020 ha presentato a Roma una iniziativa politica da lui presieduta e denominata Progetto Italia per la buona politica, il cui coordinatore nazionale è l'ex senatore Massimo Baldini.
Lo studio legale Malinconico, specializzato in diritto amministrativo, diritto europeo, della concorrenza, civile e societario, è stato fondato nel 2003.

## Procedimenti giudiziari
Nell'aprile del 2013 Malinconico fu arrestato  nell'ambito dell'indagine avviata dalla Procura di Napoli in relazione al sistema di tracciamento dei rifiuti denominato Sistri. Nel gennaio del 2014 il GIP di Roma, su richiesta del pubblico ministero, dispose l'archiviazione della posizione di Malinconico, del quale era stata accertata la completa estraneità ai fatti. 

## Opere
Carlo Malinconico è autore e curatore di numerose pubblicazioni di diritto amministrativo e comunitario.
- Le funzioni amministrative delle Autorità indipendenti, in I garanti delle regole, a cura di S. Cassese e C. Franchini, Bologna, il Mulino, 1999.
- Codice degli appalti pubblici e privati, Milano, Il Sole 24 Ore, 2006.
- Manuale breve di diritto amministrativo, Milano, Giuffré, 2006.
- Codice dell'energia. Disciplina statale, comunitaria e atti di regolazione dell'AEEG, di Carlo Malinconico, Sergio Fidanza e Angelo Gigliola, Gruppo 24 Ore, 2012.
- Come superare il socialismo municipale. Dalle municipalizzate al libero mercato, Soveria Mannelli, Rubbettino, 2016.
- Il Governo populista. Una critica ragionata,  a cura di Giancarlo Capaldo, Carlo Malinconico e Pino Pisicchio, Il Periscopio delle Idee, 2019.
- Una svolta culturale per la crescita del Paese. La sfida del Next Generation EU,  a cura di Carlo Malinconico e Maurizio Maresca, Udine, Forum Edizioni, 2021.